# Rumex rothschildianus
Rumex rothschildianus är en slideväxtart som beskrevs av Aaron Aaronsohn och Evenari. Rumex rothschildianus ingår i släktet skräppor, och familjen slideväxter. Inga underarter finns listade i Catalogue of Life.